# Saint-Pierre-de-Lages
Saint-Pierre-de-Lages település Franciaországban, Haute-Garonne megyében. Lakosainak száma 887 fő (2022. január 1.). Saint-Pierre-de-Lages Vallesvilles, Drémil-Lafage, Lanta és Sainte-Foy-d’Aigrefeuille községekkel határos.

## Népesség
A település népessége az elmúlt években az alábbi módon változott:
| Lakosok száma | 210  | 272  | 333  | 692  | 794  | 822  | 886  | 892  | 896  | 887  |
|               | 1968 | 1982 | 1990 | 2006 | 2013 | 2015 | 2017 | 2019 | 2020 | 2022 |